# Parco nazionale di Kon Ka Kinh
Il parco nazionale di Kon Ka Kinh (in vietnamita:Vườn quốc gia Kon Ka Kinh) è un'area naturale protetta del Vietnam. È stato istituito nel 2002 e occupa una superficie di 417,80 km² nella provincia di Gia Lai.
Il Kon Ka Kinh National Park ospita 428 specie animali, di cui 223 specie di vertebrati e 205 di invertebrati.